# Dublin (Virginia)
Dublin ist eine Kleinstadt (Town) im Pulaski County, einem Dry County, im US-Bundesstaat Virginia. Sie liegt wenige Kilometer westlich von Radford. Das U.S. Census Bureau hat bei der Volkszählung 2020 eine Einwohnerzahl von 2.682 ermittelt.
In der Nähe von Dublin fand während des Amerikanischen Bürgerkriegs die Schlacht am Cloyds Mountain statt, als Unionstruppen aus West Virginia unter dem Kommando von Generalmajor George Crook mit dem Ziel die Eisenbahnbrücke über den New River zu zerstören im südwestlichen Virginia einmarschierten.
Von 1988 bis 1992 fanden hier auf dem New River Valley Speedway NASCAR-Rennen statt.
Im Norden der Stadt liegt der Regionalflughafen New River Valley Airport.
Im Süden von Dublin befindet sich die weltweit größte Truck-Fertigung der Firma Volvo.

## Persönlichkeiten
- Albert Gallatin Jenkins (1830–1864), Politiker
- Ikey Robinson (1904–1990), Musiker